# The Best of Celine Dion & David Foster
The Best of Celine Dion & David Foster è una compilation della cantante canadese Céline Dion, pubblicato dalla Sony Music Entertainment il 19 ottobre 2012, in alcuni paesi selezionati dell'Asia. L'album include tutte le canzoni della Dion prodotte dal musicista, produttore e autore pluri-vincitore dei Grammy Award, David Foster.

## Contenuti
Questa esclusiva pubblicazione per l'Asia, celebra i venti anni di collaborazione tra Céline Dion e David Foster. Include successi come Because You Loved Me, The Power of Love All by Myself, Tell Him (duetto con Barbra Streisand) e To Love You More, e un precedente duetto inedito con Elvis Presley, If I Can Dream. Quest'ultima fu registrata per Idol Gives Back e la Dion l'ha eseguì in un duetto virtuale con Presley ad American Idol il 25 aprile 2007. L'album contiene anche i duetti con Andrea Bocelli, Frank Sinatra, Luciano Pavarotti e Clive Griffin. Tre di questi brani apparsero anche in film come:
- Because You Loved Me in Qualcosa di personale, con Robert Redford e Michelle Pfeiffer;
- When I Fall in Love, duetto con Clive Griffin, in Insonnia d'amore, film con Tom Hanks e Meg Ryan;
- The Prayer, duetto con Andrea Bocelli e colonna sonora del film d'animazione La spada magica - Alla ricerca di Camelot.

Tuttavia, l'album non include alcune canzoni di Unison (1990), in cui Foster produsse cinque brani. La foto di copertina è stata presa da una sessione esclusiva con Céline e David al Caesars Palace di Las Vegas nell'ottobre 2005, realizzata dal fotografo Jerry Metellus per la rivista NUVO.

## Tracce
1. The Power of Love – 5:41 (Gunther Mende, Candy DeRouge, Jennifer Rush, Mary Susan Applegate)
2. All by Myself (Edited Single Version) – 4:01 (Eric Carmen, Sergei Rachmaninoff)
3. When I Fall in Love (feat. Clive Griffin) – 4:19 (Edward Heyman, Victor Young)
4. The Colour of My Love – 3:24 (David Foster, Arthur Ganov)
5. What a Wonderful World – 3:47 (George David, Weiss Bob Thiele)
6. Because You Loved Me – 4:33 (Diane Warren)
7. The Prayer (feat. Andrea Bocelli) – 4:27 (Carole Bayer Sager, Foster, Alberto Testa, Tony Renis)
8. To Love You More (feat. Taro Hakase) – 5:27 (Foster, Junior Miles)
9. Tell Him (feat. Barbra Streisand) – 4:50 (Linda Thompson, Walter Afanasieff, Foster)
10. All the Way (feat. Frank Sinatra) – 3:52 (Jimmy Van Heusen, Sammy Cahn)
11. I Surrender – 4:51 (Louis Biancaniello, Sam Watters)
12. The First Time Ever I Saw Your Face – 4:06 (Ewan MacColl)
13. If I Could – 4:46 (Ken Hirsch, Marti Sharron, Ron Miller)
14. I Hate You Then I Love You (feat. Luciano Pavarotti) – 4:42 (Renis, Manuel de Falla, A. Testa, Fabio Testa, Norman Newell)
15. The Power of the Dream – 4:30 (Foster, Babyface, Thompson)
16. If I Can Dream (feat. Elvis Presley) – 3:11 (Walter Earl Brown)
17. (You Make Me Feel Like) A Natural Woman – 3:40 (Gerry Goffin, Carole King, Jerry Wexler)

## Classifiche
| Classifica (2012)    | Posizioni massime |
| -------------------- | ----------------- |
| Corea del Sud (Gaon) | 9                 |
| Taiwan (Five Music)  | 5                 |